# Buddhaghosa
Bhadantachariya Buddhaghosa var en buddhistisk lärd munk som levde under 400-talet e.Kr. vars Pali-kommentarer har haft ett stort inflytande inom theravada buddhism. Han författade och samlade in kommentarer till de Pali-texter som är Theravada buddhismens kanon och översatte även mycket av Theravada skrifterna från sinhala, som är huvudspråket på Sri Lanka, till pali.      

## Buddhaghosas liv
Det finns inte så mycket källor till Buddhaghosas liv. Det som finns är det man kan spåra i hans egna skrifter, personer han har mött och talat med. Det finns också en biografi skriven på 1400-talet av Maha Mangala. Denna biografi brukar inte betraktas som en riktigt bra källa då den har mer drag av legendberättelser. Det som dock med säkerhet kan sägas är att Buddhaghosa föddes och levde i Indien fram till han blev invigd i den buddhistiska munkorden, efter detta flyttade han till Sri Lanka. Där han satte sig i kast med att sätta sig in i den omfattande theravedalitteraturen som hade samlats där. 

## Buddhaghosas tankar och kommentarer
Buddhaghosas kommentarer är mycket uppskattade och används än idag då de inte enbart granskar buddhismen i stort utan även går in på djupet och tittar på andra aspekter så som olika sociala traditioner, folksägner, litteratur, kultur och olika filosofiska idéer.
Visuddhimagga eller ”vägen till rening” är Buddhaghosas kanske mest kända skrift; den har blivit beskriven som en syntes av buddhism och består av ett omfattande referenssystem och analyser av pali-texterna samt en komplett manual för meditation.  Denna skrift kan ses som en handbok för theravadabuddhister.
Buddhaghosas tänkande är i linje med theravadabuddismen, men han betonade några aspekter av denna. Buddhaghosa avfärdade idén om en personlig och odödlig själ och betonade det centrala i att hålla sig till de fyra ädla sanningarna och den åttafaldiga vägen. Buddhaghosa menade att när man söker nirvana skall man inte dra sig undan från det världsliga och uppsluka sig totalt med olika teorier om nirvana och dess natur. Istället skall man följa Buddhas exempel, finna en mellanväg mellan extrem asketism och konstant jakt efter njutning. Buddha drog sig inte undan när han nådde upplysning, utan under de 45 åren han levde efter sin upplysning stannade han kvar bland folket och undervisade dem. 
För Buddhaghosa var det mycket viktigt att visa det bästa sättet att uppnå förståelse och till slut upplysning samt nirvana. En annan viktig punkt för Buddhaghosa var att betona skillnaden mellan nirvana i sig och vägen till nirvana, han menade att man kan beskriva vägen men inte själva destinationen. Nirvana i sig kan man inte säga någonting om.